# Henri-Frédéric Amiel
Henri-Frédéric Amiel (ur. 27 września 1821 w Genewie, zm. 11 maja 1881 tamże) – szwajcarski pisarz francuskojęzyczny.

## Życiorys
Był profesorem filozofii na Uniwersytecie Kalwińskim w Genewie, od 1847 do końca życia systematycznie prowadził Dziennik (Journal), którego zapisał łącznie ok. 17 000 stron rękopisu. Dziennik ten został uznany za arcydzieło introspekcji. Po raz pierwszy fragmenty dziennika zostały opublikowane w latach 1883–1884 jako Fragments d’un journal intime (kompletny dziennik został wydany w latach 1948–1954). Zapiski te ukazują Amiela jako wrażliwego człowieka o wielkich zdolnościach intelektualnych, walczącego o wartości wbrew panującemu w epoce sceptycyzmowi. Zostały przetłumaczone na wiele języków (w tym na polski jako Dziennik intymny) i przyniosły autorowi trwałą pośmiertną sławę. Amiel jest również autorem nastrojowych wierszy, wnikliwych esejów krytycznoliterackich i hymnu francuskojęzycznej Szwajcarii.